# Черепа
«Черепа» (англ. The Skulls) — американский триллер режиссёра Роба Коэна, снятый в 2000 году, с Джошуа Джексоном и Полом Уокером в главных ролях. Сюжет базируется на некоторых «теориях заговора», окружающих студенческое сообщество «Череп и кости» в Йельском университете. Фильм имеет два сиквела — «Черепа 2» и «Черепа 3».

## Сюжет
Один из колледжей Северо-Запада США, входящий в Лигу плюща. Одарённый, но небогатый студент Лукас МакНамара однажды получает предложение вступить в элитарное закрытое общество «Черепа». Он успешно проходит достаточно сложные испытания, вступает в эту тайную ложу и становится побратимом «черепа по праву рождения» Кейлеба Мандрейка. Оказывается, что к обществу принадлежат многие представители как университетской, так и деловой и политической элиты. «Черепа превыше всего» — вот их девиз. Перспективы юноши на будущее становятся более радужными. Платой же за это является безграничная преданность ложе и полная секретность о её делах.
Люк обещает остаться тем же, каким был до этого, однако со временем отдаляется и от своего товарища по кампусу Уилла Бекфорда, и от своей девушки Хлои Уитфилд. Уилл взламывает машину Кейлеба и похищает ключ от склепа ордена. Тем же вечером Люк находит соседа повешенным в своей комнате. Полиция выясняет, что юноша перед смертью получил удар по затылку, а Хлои рассказывает Люку, что Уилл готовил статью о «Черепах». МакНамара задаёт прямой вопрос Кейлебу и его отцу, магистру ордена, судье Литтону Мандрейку, на что получает ответ, что Бекфорд погиб в результате несчастного случая.
Однако Люк не довольствуется этим объяснением. Он при помощи друзей детства узнаёт о месте хранения записей ордена, однако «Черепам» удаётся выследить его. Мандрейк-старший проводит в совете ложи решение о госпитализации МакНамары в психиатрическую больницу. В свою очередь юноша проникает в хранилище записей и находит кассету с записью злополучного вечера. При её просмотре выясняется, что Кейлеб действительно считал, что Уилл погиб, но Мандрейк-старший принял решение об убийстве журналиста-любителя. Непосредственным исполнителем убийства явился проректор колледжа Мартин Ломбард.
Люк передаёт запись полицейским, однако при просмотре выясняется, что на кассете ничего нет. Юношу принудительно помещают в психиатрическую лечебницу. Хлоэ при помощи сенатора Эймса Леврита, побратима Мандрейка-старшего, удаётся вызволить своего друга из больницы. Помня о правилах ордена, Люк едет на остров, где собираются «Черепа», где вызывает Кейлеба на дуэль. Однако под влиянием информации об обстоятельствах смерти Уилла Мандрейк-младший стреляет в собственного отца. В итоге сенатор Леврит становится магистром ордена, к чему, он, собственно, и стремился. Новый глава ложи приглашает Люка возобновить членство в обществе, однако юноша уходит…

## В ролях
| Актёр                | Роль                |
| -------------------- | ------------------- |
| Джошуа Джексон       | Люк МакНамара       |
| Пол Уокер            | Кейлеб Мандрейк     |
| Хилл Харпер          | Уилл Бекфорд        |
| Лесли Бибб           | Хлои Уитфилд        |
| Кристофер Макдональд | Мартин Ломбард      |
| Стив Харрис          | детектив Спарроу    |
| Уильям Петерсен      | Эймс Леврит         |
| Крэйг Т. Нельсон     | Литтен Мандрейк     |
| Дэвид Эсмэн          | Джейсон Питкерн     |
| Скотт Гибсон         | Тревис Уилер        |
| Найджел Беннетт      | доктор Руперт Уитни |
| Эндрю Краулис        | МакБрайд            |
| Дерек Эслэнд         | Салливан            |
| Дженнифер Мелино     | Джей Джей           |
| Ной Дэнби            | Хьюг Мауберсон      |

## Саундтрек
В официальный саундтрек вошли следующие композиции:
1. The Skulls [1:17]
2. Will’s Funeral [1:52]
3. The Race [4:19]
4. The Duel [3:43]
5. 'Watch Me' [1:30]
6. Ready to be Reborn [1:45]
7. Thorazine Hell [1:07]
8. Snake & Skeleton [2:21]
9. Trust [2:06]
10. Skull Island [1:06]
11. For a Friend [2:20]
12. Secret & Elite [1:24]
13. A Close Membership [2:02]
14. No One is Safe [1:38]
15. Revisiting the Race [2:46]
16. Pictures [0:59]
17. Luke and Chloe [1:56]
18. Reprise [2:05]
19. Something About a Ceiling — 3 Day Wheely [3:30]
20. Falling — Eman [3:22]
21. Rigamarole — BTK [3:46]
22. Taste — Lorna Vallings [4:01]

Кроме того в фильме звучали песни:
- «Dead Cell» — Papa Roach
- «Devil’s Train» — Hednoize
- «Dandy Life» — Collective Soul
- «Higher» — Creed
- «Right Here, Right Now» — Fatboy Slim